# Edificio Leonardo Del Vecchio
L'edificio Leonardo Del Vecchio, noto anche come Velodromo, è una struttura universitaria situata in piazza Angelo Sraffa a Milano, parte integrante del campus dell'Università commerciale Luigi Bocconi. Progettato da Gardella Associati in collaborazione con Gabetti e Isola, riflette un'espressione dell’architettura postmoderna italiana tra gli anni 1990 e anni 2000.

## Storia
La costruzione dell’edificio ebbe inizio nel 1998 sulla base di un progetto coordinato dagli architetti Ignazio Gardella, Roberto Gabetti e Aimaro Isola con l'obiettivo di creare un centro polifunzionale per attività didattiche, amministrative e rappresentative. L’inaugurazione si svolse nel 2001, con la tradizionale cerimonia presieduta da rappresentanti accademici e istituzionali. La denominazione informale di "Velodromo" trae origine dalla sagoma ellittica dell’atrio centrale.
Nel 2025, in occasione del novantesimo anniversario dalla nascita di Leonardo Del Vecchio, l'edificio noto come Velodromo è stato ufficialmente intitolato al fondatore di Luxottica, in riconoscimento del sostegno fornito all’Università Bocconi attraverso iniziative promosse dalla Fondazione Leonardo Del Vecchio.

## Architettura
L'edificio ha pianta centrata intorno a un ampio atrio ellittico coperto, definito da vetrate e strutture in calcestruzzo a vista. Gli spazi si distribuiscono su più livelli attorno all’atrio, includendo aule, uffici, biblioteca e l’aula magna storica dell’ateneo. Il linguaggio espressivo combina le aperture aperte e la matericità tipica del brutalismo con forme fluide dell’architettura postmoderna.
La copertura ellittica conferisce continuità visiva e spaziale, illuminando uniformemente l'interno. Le facciate sono caratterizzate da una geometria rigorosa e da materiali sobri, tali da coniugare estetica istituzionale e funzionalità didattica.

## Galleria d'immagini

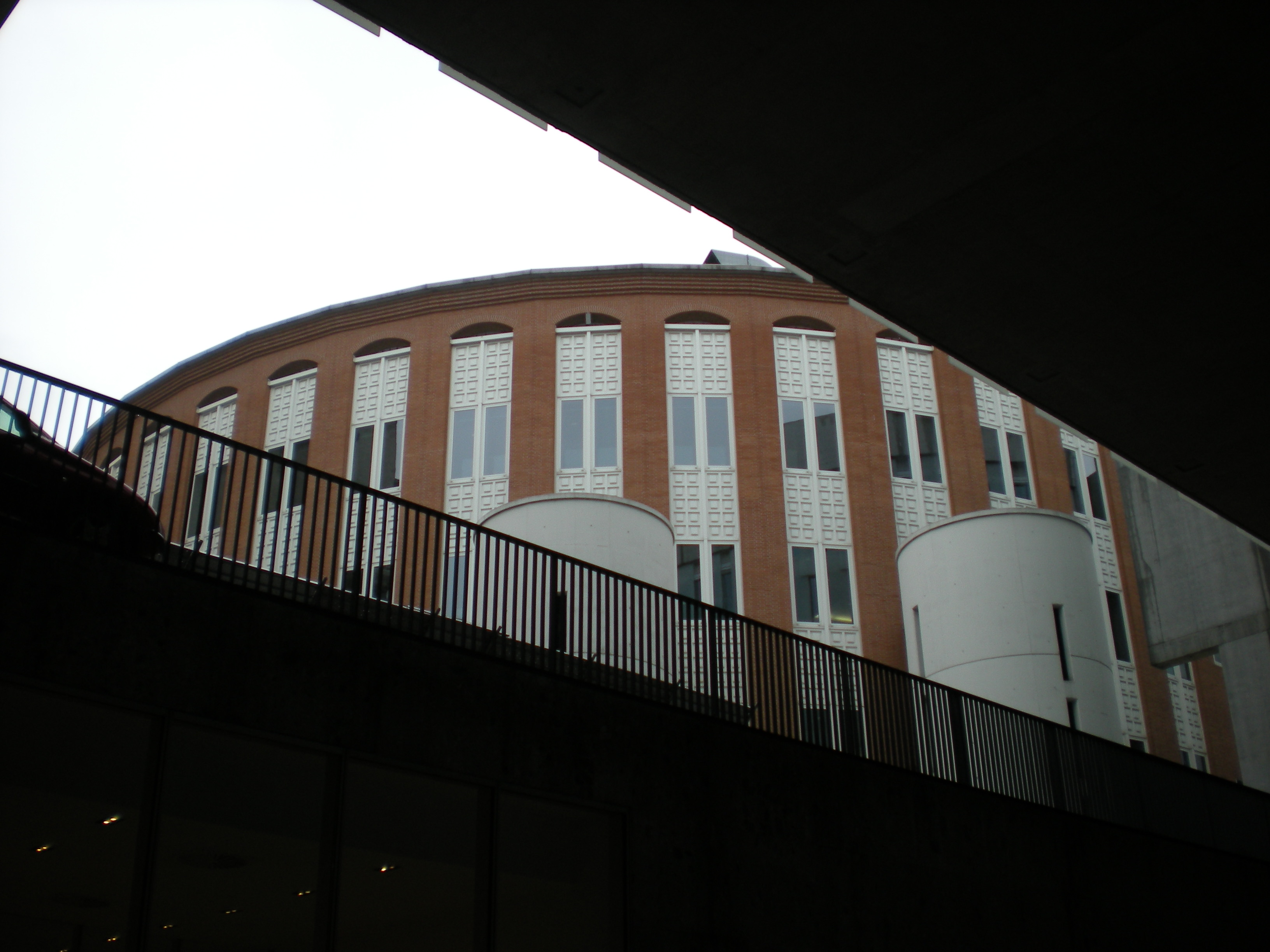
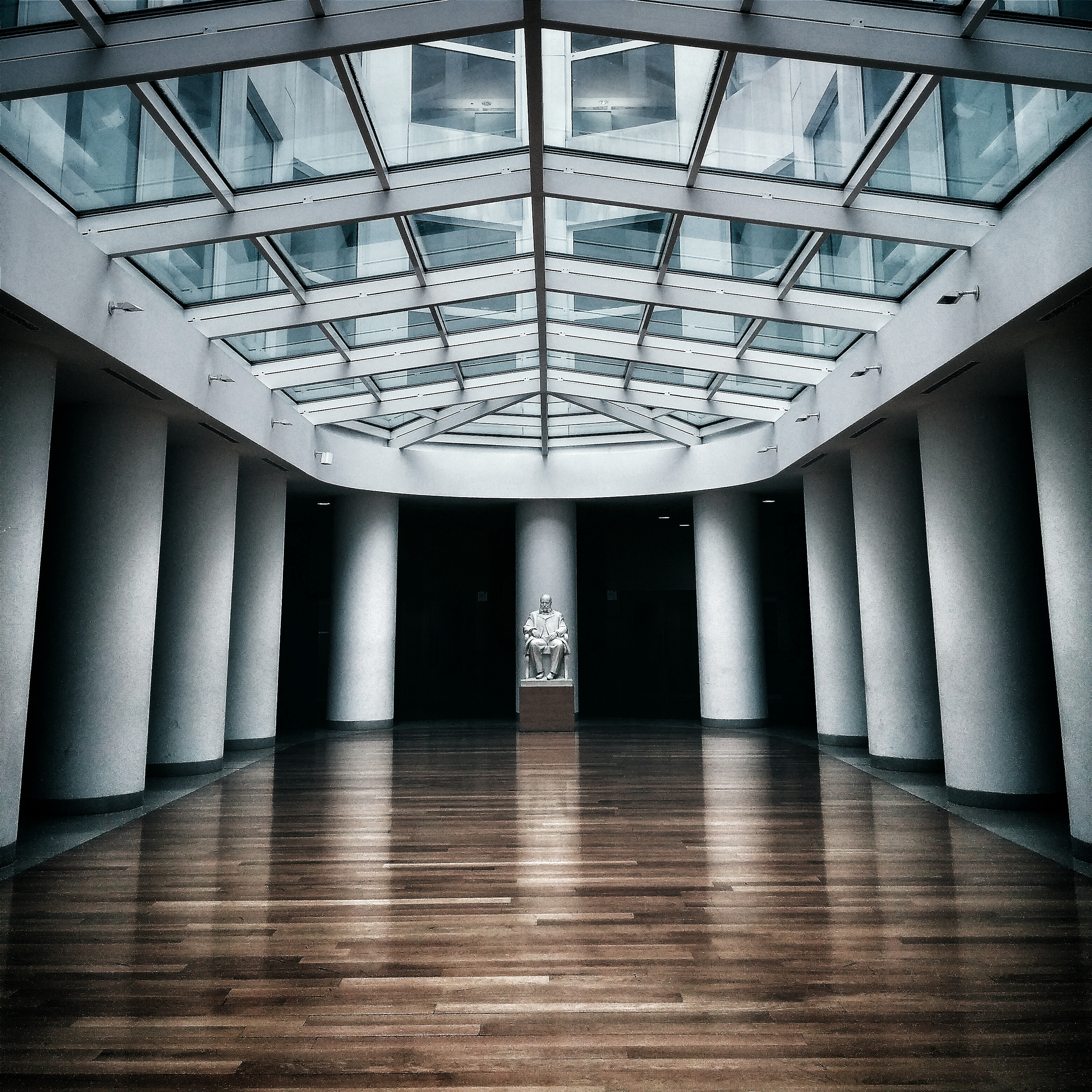
Interno dell’atrio centrale (2015)